# Arctic National Wildlife Refuge

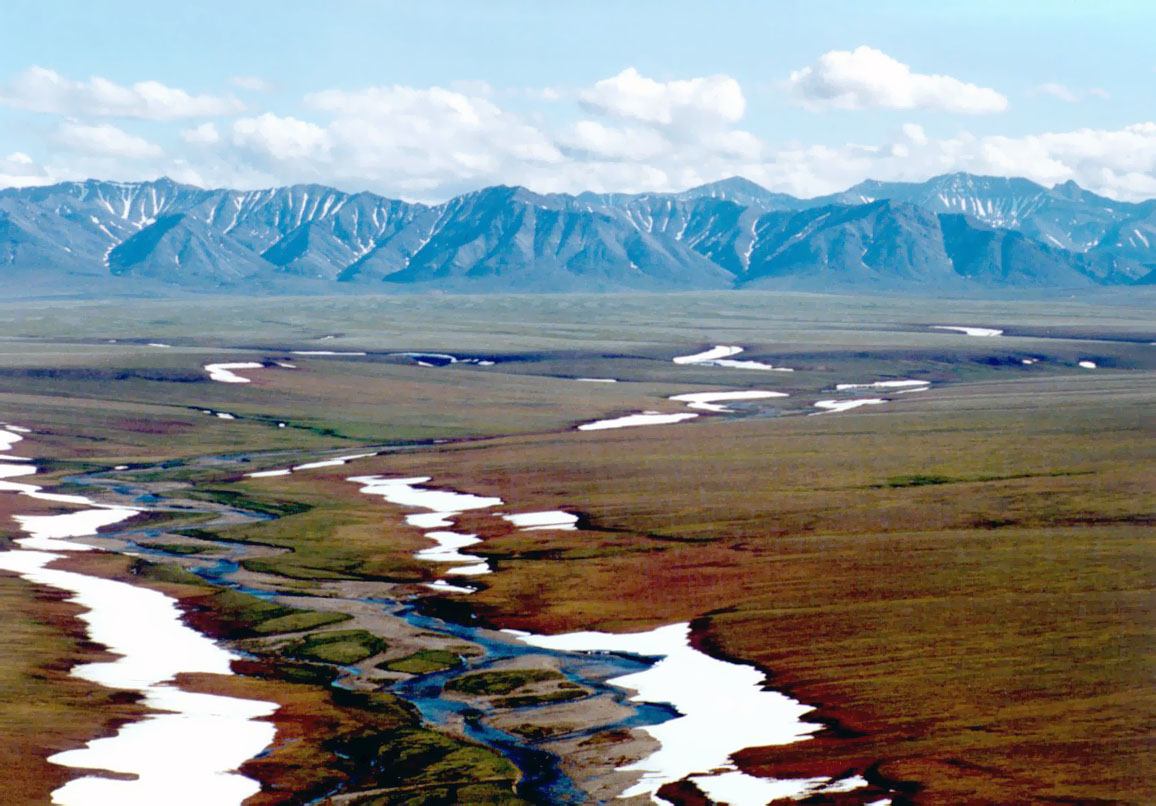
Gebied in het Arctic National Wildlife Refuge: kustvlakte aan de Noordelijke IJszee op voorgrond, Brooksgebergte op achtergrond

De Arctic National Wildlife Refuge, ook ANWR en Arctic Refuge is een National Wildlife Refuge in het noordoosten van de Amerikaanse staat Alaska. Met een oppervlakte van 78.050,59 km² is het het grootste van de National Wildlife Refuges, iets groter dan het Yukon Delta National Wildlife Refuge, beslaat het 1/8 van de totale landoppervlakte die door NWR's worden beschermd en is het het grootste stuk land in eigendom van de Amerikaanse federale overheid. Het is een natuurgebied in beheer van de United States Fish and Wildlife Service. De habitat beschermt een breed gamma van wilde diersoorten en planten zoals ijsberen, kariboes, wolven, adelaars en heel wat trekvogels. Over de Canadese grens sluit het ANWR aan op twee Canadese nationale parken, Ivvavik National Park en Vuntut National Park in het territorium Yukon.
In het gebied zijn geen wegen of andere voorzieningen. Wel ligt de Inupiaq-nederzetting Kaktovik in het noorden van het gebied en Arctic Village, bewoond door Gwich'in, in het zuiden van het gebied.
De eerste bescherming specifiek inzetbaar voor de natuur van het poolgebied van Alaska was de Migratory Bird Treaty Act van 1918, waar de bescherming van trekvogels instrumenten geeft om zowel flora als fauna van Alaska in stand te houden. Sinds 1953 intensifieert de National Park Service het streven naar verdere bescherming van de ongerepte gebieden, voor onderzoek en natuurbescherming. In 1960 volgde een eerste partiële bescherming. Sinds 1977 is er een hevige politieke controverse voor het Artic NWR en meer specifiek voor de "Section 1002", een kustzone aan de Noordelijke IJszee. Het betreft zowel een gebied met heel diverse soorten fauna en flora in het Noordpoolgebied, als een zone met rijke olievoorraden. In 1980 kon echter de beschermde zone uitgebreid worden. Politiek blijft er evenwel zwaar lobbywerk om de olieconsessies gevoelig uit te breiden. Tot president George W. Bush toe waren er hiervoor voorstanders en vooral Ted Stevens, Sarah Palin en Michele Bachmann waren of zijn gekende pleitbezorgers.
In zijn laatste weken in het Witte Huis liet president Donald Trump de vergunningen voor nieuwe olie- en gasboringen nog snel veilen. President Joe Biden draaide dit omstreden besluit direct na zijn aantreden terug.

## Geschiedenis
In 1953 publiceerden National Park Service-planner George Collins en bioloog Lowell Sumner een artikel in het tijdschrift van de Sierra Club met de titel "Northeast Alaska: The Last Great Wilderness". Collins en Sumner activeerden vervolgens de voorzitter van de The Wilderness Society, Olaus Murie en zijn echtgenote Margaret Murie om het gebied permanent te beschermen. In 1956 leidden Olaus en Murie een expeditie naar het Brooksgebergte in het noordoosten van Alaska, waar ze zich een hele zomer wijdden aan het bestuderen van de ecosystemen van land en dieren in de Upper Sheenjek-vallei. De conclusie die uit deze studies naar voren kwam, was een steeds dieper inzicht in het belang van het intact houden van het gebied, een bepaling die een instrumentale rol zou spelen in de beslissing om het gebied als wildernisgebied aan te wijzen in 1960.
In 1960 was het Secretary of the Interior Fred Andrew Seaton die in het kabinet-Eisenhower geleid door president Dwight D. Eisenhower het Arctic National Wildlife Refuge creëerde. In 1980 verbreedde de bescherming toen het Amerikaans Congres de Alaska National Interest Lands Conservation Act goedkeurde en deze bill naar wetgeving werd omgezet door de handtekening van president Jimmy Carter op 2 december 1980. Daarmee werd niet enkel een extra kuststrook van 6.100 km² aan de ANWR bijgevoegd maar werd ook de Mollie Beattie Wilderness, een 32.000 km² groot gebied van absolute bescherming conform de Wilderness Act van 1964 gecreëerd.